# Izrael na letních olympijských hrách
Izrael na letních olympijských hrách startuje od roku 1952. Toto je přehled účastí, medailového zisku a vlajkonošů na dané sportovní události.

## Účast na Letních olympijských hrách
| Dějiště LOH            | LOH      | Vlajkonoš                                            | Zlatá medaile | Stříbrná medaile | Bronzová medaile | Celkem |
| ---------------------- | -------- | ---------------------------------------------------- | ------------- | ---------------- | ---------------- | ------ |
| 1952 Helsinky          | LOH 1952 | Abraham Šneior                                       |               |                  |                  | 0      |
| 1956 Melbourne         | LOH 1956 | Jo'av Ra'anan                                        |               |                  |                  | 0      |
| 1960 Řím               | LOH 1960 | Gide'on Ariel                                        |               |                  |                  | 0      |
| 1964 Tokio             | LOH 1964 | Gide'on Ariel                                        |               |                  |                  | 0      |
| 1968 Ciudad de México  | LOH 1968 | Geršon Šefa                                          |               |                  |                  | 0      |
| 1972 Mnichov           | LOH 1972 | Henry Herscovici                                     |               |                  |                  | 0      |
| 1976 Montréal          | LOH 1976 | Ester Šachamorov-Rot                                 |               |                  |                  | 0      |
| 1980 Moskva            | 1980     |                                                      |               |                  |                  | Ne     |
| 1984 Los Angeles       | LOH 1984 | Zehava Šmu'eli                                       |               |                  |                  | 0      |
| 1988 Soul              | LOH 1988 | Jicchak Jonasi                                       |               |                  |                  | 0      |
| 1992 Barcelona         | LOH 1992 | Eldad Amir                                           |               | 1                | 1                | 2      |
| 1996 Atlanta           | LOH 1996 | Lydia Czuckermann-Hatuel                             |               |                  | 1                | 1      |
| 2000 Sydney            | LOH 2000 | Rogel Nachum                                         |               |                  | 1                | 1      |
| 2004 Athény            | LOH 2004 | Ari'el Ze'evi                                        | 1             |                  | 1                | 2      |
| 2008 Peking            | LOH 2008 | Michael Kolganov                                     |               |                  | 1                | 1      |
| 2012 Londýn            | LOH 2012 | Shahar Tzuberi                                       |               |                  |                  | 0      |
| 2016 Rio de Janeiro    | LOH 2016 | Neta Rivkin (zahájení) Alona Koshevatskiy (ukončení) |               |                  | 2                | 2      |
| 2020 Tokio             | LOH 2020 | Yakov Toumarkin Hanna Knyazyeva-Minenko              | 2             |                  | 2                | 4      |
| 2024 Paříž             | LOH 2024 |                                                      |               |                  |                  | x      |
| Celkem                 | 17       |                                                      | 3             | 1                | 9                | 13     |
| Zdroj na Olympedia.org |          |                                                      |               |                  |                  |        |